# T-본 워커
T-본 워커(T-Bone Walker, 1910년 5월 28일 ~ 1975년 3월 16일)는 블루스에서 최초로 전기 기타를 사용한 선구자이며 현대 블루스의 중요한 인물 가운데 하나이다. 레스 하이트의 빅밴드와 함께 활동하였고 이후 자신의 밴드를 조직하여 1940년대와 1950년대에 걸쳐 블루스 음악을 노래하고 많은 녹음을 하였다. 블루스에서 최초로 전기기타를 사용한 선구자이며 현대 블루스의 중요한 인물 가운데 하나이다. 1987년 로큰롤 명예의 전당 '로큰롤에 영향을 미친 자' 부문에 올랐다.

## 생애
T-본 워커는 1910년 5월 28일 미국 텍사스주 린덴에서 태어났다. 본명은 아런 티보 워커이다. 텍사스주 댈러스에서 성장하였고 나중에 함께 블루스 연주자가 된 블라인드 레몬 제퍼슨과 함께 십대 때부터 기타를 연주하였다.
1929년 오크 클리프 티본이라는 이름으로 처음 녹음하였으며 텍사스 주의 순회공연에서 재즈 전기기타 연주자 찰리 크리스천을 만났다.
1934년 캘리포니아주에 정착하여 전기기타를 연주하기 시작하였으며, 1939∼1940년에는 레스 하이트의 빅밴드와 함께 활동하였다.
이후 자신의 밴드를 조직하여 1940년대와 1950년대에 걸쳐 블루스 음악을 노래하고 많은 녹음을 하였다. 이전의 블루스 기타 연주자와는 달리 유연하며 능숙한 기법과 춤추는 듯한 리듬을 쉽게 살려내는 단일 음의 악절을 구사하였다.
작곡가로도 알려졌는데 1947년에 히트한 《Call It Stormy Monday》는 지금까지 연주되는 블루스의 클래식으로 불린다. 미국 전역을 돌며 순회공연을 하다가 1975년 3월 16일 심장마비로 사망했다.

## 음반 목록
- 1929년 Wichita Falls Blues
- 1929년 Trinity River Blues
- 1942년 Mean Old World
- 1946년 Bobby Sox Blues
- 1947년 Call It Stormy Monday But Tuesday Is Just as Bad
- 1947년 T-Bone Shuffle
- 1948년 West Side Baby
- 1961년 I Get So Weary
- 1963년 Great Blues Vocals and Guitar
- 1967년 The Legendary T-Bone Walker
- 1968년 Blue Rocks
- 1968년 I Want a Little Girl
- 1968년 The Truth
- 1969년 Feelin' the Blues
- 1969년 Funky Town
- 1969년 Good Feelin'
- 1970년 Everyday I Have the Blues
- 1973년 Dirty Mistreater
- 1973년 Fly Walker Airlines
- 1973년 Well Done